# Delray Beach International Tennis Championships 2003 - Qualificazioni singolare
Le qualificazioni del singolare  del Delray Beach International Tennis Championships 2003 sono state un torneo di tennis preliminare per accedere alla fase finale della manifestazione. I vincitori dell'ultimo turno sono entrati di diritto nel tabellone principale. In caso di ritiro di uno o più giocatori aventi diritto a questi sono subentrati i lucky loser, ossia i giocatori che hanno perso nell'ultimo turno ma che avevano una classifica più alta rispetto agli altri partecipanti che avevano comunque perso nel turno finale.
Le qualificazioni del torneo Delray Beach International Tennis Championships 2003 prevedevano 32 partecipanti di cui 4 sono entrati nel tabellone principale.

## Teste di serie
1. Joan Balcells (primo turno)
2. Michaël Llodra (Qualificato)
3. John van Lottum (primo turno)
4. Peter Luczak (primo turno)

1. Ricardo Mello (Qualificato)
2. Alex Bogomolov Jr. (ultimo turno)
3. Iván Miranda (primo turno)
4. Michael Russell (secondo turno)

## Qualificati
1. Paul Goldstein
2. Michaël Llodra

1. Ricardo Mello
2. Robert Kendrick

## Tabellone

### Legenda
| - Q = Qualificato - WC = Wild card - LL = Lucky loser | - ALT = Alternate - SE = Special Exempt - PR = Protected Ranking | - w/o = Walkover - r = Ritirato - d = Squalificato |

### Sezione 1
|  | Primo turno       | Primo turno       | Primo turno       | Primo turno | Primo turno |  |  | Secondo turno    | Secondo turno    | Secondo turno    | Secondo turno    | Secondo turno |   |   | Ultimo turno   | Ultimo turno   | Ultimo turno | Ultimo turno | Ultimo turno |  |
|  |                   |                   |                   |             |             |  |  |                  |                  |                  |                  |               |   |   |                |                |              |              |              |  |
|  |                   | Éric Prodon       | Éric Prodon       | 6           | 7           |  |  |                  |                  |                  |                  |               |   |   |                |                |              |              |              |  |
|  | 1                 | Joan Balcells     | Joan Balcells     | 3           | 5           |  |  | Éric Prodon      | Éric Prodon      | Éric Prodon      | 2                | 3             |   |   |                |                |              |              |              |  |
|  | Paul Goldstein    | Paul Goldstein    | Paul Goldstein    | 6           | 6           |  |  | Paul Goldstein   | Paul Goldstein   | Paul Goldstein   | 6                | 6             |   |   |                |                |              |              |              |  |
|  | Pablo González    | Pablo González    | Pablo González    | 2           | 3           |  |  |                  |                  |                  |                  |               |   |   | Paul Goldstein | Paul Goldstein | 3            | 6            | 6            |  |
|  | Francisco Costa   | Francisco Costa   | Francisco Costa   | 6           | 6           |  |  |                  |                  | František Čermák | František Čermák | 6             | 0 | 1 |                |                |              |              |              |  |
|  | Fernando Verdasco | Fernando Verdasco | Fernando Verdasco | 2           | 4           |  |  | Francisco Costa  | Francisco Costa  | Francisco Costa  | 3                | 2             |   |   |                |                |              |              |              |  |
|  |                   | František Čermák  | František Čermák  | 6           | 6           |  |  | František Čermák | František Čermák | František Čermák | 6                | 6             |   |   |                |                |              |              |              |  |
|  | 7                 | Iván Miranda      | Iván Miranda      | 3           | 2           |  |  |                  |                  |                  |                  |               |   |   |                |                |              |              |              |  |

### Sezione 2
|  | Primo turno         | Primo turno         | Primo turno        | Primo turno | Primo turno |  |  | Secondo turno | Secondo turno       | Secondo turno       | Secondo turno      | Secondo turno |   |   | Ultimo turno | Ultimo turno   | Ultimo turno | Ultimo turno | Ultimo turno |  |
|  |                     |                     |                    |             |             |  |  |               |                     |                     |                    |               |   |   |              |                |              |              |              |  |
|  | 2                   | Michaël Llodra      | Michaël Llodra     | 6           | 7           |  |  |               |                     |                     |                    |               |   |   |              |                |              |              |              |  |
|  |                     | Simon Larose        | Simon Larose       | 4           | 65          |  |  | 2             | Michaël Llodra      | Michaël Llodra      | 6                  | 7             |   |   |              |                |              |              |              |  |
|  | Mashiska Washington | Mashiska Washington | 1                  | 6           | 6           |  |  |               | Mashiska Washington | Mashiska Washington | 4                  | 5             |   |   |              |                |              |              |              |  |
|  | Emin Ağayev         | Emin Ağayev         | 6                  | 3           | 1           |  |  |               |                     |                     |                    |               |   |   | 2            | Michaël Llodra | 1            | 6            | 6            |  |
|  | Michael Quintero    | Michael Quintero    | 3                  | 6           | 6           |  |  |               |                     | 6                   | Alex Bogomolov Jr. | 6             | 1 | 3 |              |                |              |              |              |  |
|  | Daniel Melo         | Daniel Melo         | 6                  | 1           | 2           |  |  |               | Michael Quintero    | Michael Quintero    | Michael Quintero   | 3r            |   |   |              |                |              |              |              |  |
|  | 6                   | Alex Bogomolov Jr.  | Alex Bogomolov Jr. | 6           | 6           |  |  | 6             | Alex Bogomolov Jr.  | Alex Bogomolov Jr.  | Alex Bogomolov Jr. | 5             |   |   |              |                |              |              |              |  |
|  |                     | Kepler Orellana     | Kepler Orellana    | 4           | 4           |  |  |               |                     |                     |                    |               |   |   |              |                |              |              |              |  |

### Sezione 3
|  | Primo turno     | Primo turno     | Primo turno     | Primo turno | Primo turno |  |  | Secondo turno  | Secondo turno   | Secondo turno   | Secondo turno | Secondo turno |   |   | Ultimo turno | Ultimo turno  | Ultimo turno | Ultimo turno | Ultimo turno |  |
|  |                 |                 |                 |             |             |  |  |                |                 |                 |               |               |   |   |              |               |              |              |              |  |
|  |                 | Nicolás Todero  | Nicolás Todero  | 6           | 2           |  |  |                |                 |                 |               |               |   |   |              |               |              |              |              |  |
|  | 3               | John van Lottum | John van Lottum | 3           | 2r          |  |  | Nicolás Todero | Nicolás Todero  | 6               | 63            | 4r            |   |   |              |               |              |              |              |  |
|  | José de Armas   | José de Armas   | José de Armas   | 7           | 6           |  |  | José de Armas  | José de Armas   | 3               | 7             | 3             |   |   |              |               |              |              |              |  |
|  | Glenn Weiner    | Glenn Weiner    | Glenn Weiner    | 68          | 2           |  |  |                |                 |                 |               |               |   |   |              | José de Armas | 3            | 6            | 4            |  |
|  | Radoslav Lukaev | Radoslav Lukaev | Radoslav Lukaev | 6           | 6           |  |  |                |                 | 5               | Ricardo Mello | 6             | 3 | 6 |              |               |              |              |              |  |
|  | Gabriel Trifu   | Gabriel Trifu   | Gabriel Trifu   | 3           | 4           |  |  |                | Radoslav Lukaev | Radoslav Lukaev | 2             | 4             |   |   |              |               |              |              |              |  |
|  | 5               | Ricardo Mello   | 7               | 4           | 6           |  |  | 5              | Ricardo Mello   | Ricardo Mello   | 6             | 6             |   |   |              |               |              |              |              |  |
|  |                 | Lado Čichladze  | 5               | 6           | 3           |  |  |                |                 |                 |               |               |   |   |              |               |              |              |              |  |

### Sezione 4
|  | Primo turno             | Primo turno             | Primo turno             | Primo turno | Primo turno |  |  | Secondo turno   | Secondo turno   | Secondo turno   | Secondo turno   | Secondo turno   |   |   | Ultimo turno   | Ultimo turno   | Ultimo turno   | Ultimo turno | Ultimo turno |  |
|  |                         |                         |                         |             |             |  |  |                 |                 |                 |                 |                 |   |   |                |                |                |              |              |  |
|  |                         | Maximilian Abel         | Maximilian Abel         | 6           | 7           |  |  |                 |                 |                 |                 |                 |   |   |                |                |                |              |              |  |
|  | 4                       | Peter Luczak            | Peter Luczak            | 3           | 5           |  |  | Maximilian Abel | Maximilian Abel | Maximilian Abel | 64              | 3               |   |   |                |                |                |              |              |  |
|  | Graydon Oliver          | Graydon Oliver          | Graydon Oliver          | 6           | 3           |  |  | Graydon Oliver  | Graydon Oliver  | Graydon Oliver  | 7               | 6               |   |   |                |                |                |              |              |  |
|  | Joaquín Muñoz Hernández | Joaquín Muñoz Hernández | Joaquín Muñoz Hernández | 3           | 2r          |  |  |                 |                 |                 |                 |                 |   |   | Graydon Oliver | Graydon Oliver | Graydon Oliver | 4            | 1            |  |
|  | Robert Kendrick         | Robert Kendrick         | Robert Kendrick         | 6           | 7           |  |  |                 |                 | Robert Kendrick | Robert Kendrick | Robert Kendrick | 6 | 6 |                |                |                |              |              |  |
|  | Nicolas Coutelot        | Nicolas Coutelot        | Nicolas Coutelot        | 3           | 6           |  |  |                 | Robert Kendrick | 64              | 7               | 6               |   |   |                |                |                |              |              |  |
|  | 8                       | Michael Russell         | Michael Russell         | 6           | 6           |  |  | 8               | Michael Russell | 7               | 62              | 3               |   |   |                |                |                |              |              |  |
|  |                         | Torrey Gambill          | Torrey Gambill          | 0           | 1           |  |  |                 |                 |                 |                 |                 |   |   |                |                |                |              |              |  |